# Антара
Антара је државна индонежанска новинска агенција. Основали су је Адам Малик Соемананг Сипахоетар и Пандое Катавагоена 13. децембра 1937. године, са циљем подршке у борби против холандских колонијалних власти а каснији и против јапанске окупатора. Та агенција је прва објавила независност Индонезије 17. августа 1945. године.
Званичном новинском агенцијом Индонезије постаје 1962. године.
Поред главног сједишта у главном граду Џакарти, агенција посједује канцеларије у свим провинцијама у унутрашњости земље као и у Њујорку, Канбери, Куала Лумпуру, Каиру и у Сани (Јемен). Запошљава око 200 дописника.